# Moskva Zoo
Moskva Zoo (ryska: Московский зоопарк) är Rysslands äldsta djurpark och grundades 1864 av en grupp biologer från Moskvauniversitetet. 1919 blev djurparken förstatligad, 1922 övergick ägandet till Moskvas stad, som driver djurparken sedan dess.
Då djurparken invigdes var den 10 hektar stor och hade 286 djur, år 1926 byggdes den ut till 18 hektar. 1990 renoverades djurparken, exempelvis byggdes en bro mellan den gamla (1864) och nya (1926) delen. Den nya klippliknande ingången, vattenfall och vattendrag tillkom också. Djurparken byggdes ut ytterligare, och har idag 6 000 djur från mer än 1 000 arter och en area på 21,5 hektar.
Moskva Zoo ligger centralt, drygt två kilometer nordväst om Kreml, närmaste tunnelbanestationer är Krasnopresnenskaja och Barrikadnaja.